# 1990年太平洋颱風季
| 太平洋颱風季             |
| 主題頁 - 專題 - 編輯指南 |

1990年太平洋颱風季泛指在1990年全年內的任何時間，於赤道以北及國際換日線以西的太平洋水域，以及南中國海所產生的熱帶氣旋。雖然有關方面並沒有設下本颱風季的指定期限，但大部份於西北太平洋的熱帶氣旋通常都會於五月至十二月期間形成。。
本條目的範圍僅侷限於赤道以北及國際換日線以西的太平洋及南海的水域。於赤道以北及國際換日線以東的太平洋水域產生的風暴則被稱為颶風，並被列入1990
以下各熱帶氣旋資訊以熱帶氣旋存在期間的最強形態為準。

## 已被國際命名的熱帶氣旋

### 颱風瑪麗安 (Marian)
瑪麗安於南海形成後在菲律賓呂宋島西方海面轉向東北移動，於5月19日約8時多在台灣臺南附近登陸，而由花蓮附近出海後，減弱為熱帶低氣壓。
 英屬香港
當地懸掛最高風球信號： 三號強風信號
天文台於5月17日下午3時45分懸掛一號戒備信號，當時瑪麗安集結於香港之西南偏南約680公里。初時吹和緩偏北風，但隨着瑪麗安以一個西北路徑移近，風力普遍增強。天文台於5月18日清晨5時正改掛三號強風信號。日間離岸間中吹強風。瑪麗安於下午3時左右最接近香港，當時集結於香港之東南偏南約280公里。天文台總部於兩小時後錄得最低瞬時海平面氣壓1004.5百帕斯卡。隨着瑪麗安減弱及移離，所有信號於晚上6時15分除下，當時瑪利安集結於香港之東南約310公里。
因環流緊密，瑪利安並未為香港帶來太多雨水。5月17日的大雨及雷暴主要是與一道橫過中國東南部的低壓槽相關。隨着瑪麗安在翌日靠近，香港仍然多雲，有微雨。隨着瑪麗安向台灣方向移去，香港天氣開始轉好。

### 強烈熱帶風暴彌敦 (Nathan)
PAGASA: Akang
6月中旬，彌敦進入菲律賓和中國南海。 6月16日升格為熱帶風暴，命名彌敦。不久此熱帶風暴攻擊海南島，達到峰值強度為65英里每小時（100公里/小時）。有中國船舶在南海田富沉沒，造成4人死亡。彌敦在中國南方引起暴雨導致洪水氾濫，造成10人死亡，兩人淹沒在澳門。由於高波在廣東省湛江，天文台將其升格為強烈熱帶風暴，熱帶風暴彌敦然後繼續向西北移動，最後在越南和中國邊境附近登陸，並降格為低壓區。
 英屬香港
當地懸掛最高風球信號： 三號強風信號
天文台於6月17日下午4時05分懸掛一號戒備信號，當時強烈熱帶風暴彌敦集結於香港之西南偏南約440公里。吹清勁偏東風。隨着彌敦靠近香港，風力繼續增強，天文台於晚上10時正改掛三號強風信號。彌敦在午夜左右最接近香港，當時位於香港之西南約390公里。天文台總部較早時於晚上6時錄得最低瞬時海平面氣壓1000.7百帕斯卡。隨着彌敦在香港之西南偏西約430公里的雷洲半島登陸，所有信號於6月18日早上10時10分除下。
香港在6月16日多雲，有狂風驟雨。翌日繼續有驟雨，但6月18日變得較不頻密。隨着彌敦在廣西消散，6月19日開始有陽光，天氣炎熱。

### 颱風奧菲莉亞 (Ofelia)
PAGASA: Bising
奧菲莉亞於菲律賓中部群島東南東方海面形成後以西北轉北北西方向行進，於6月23日13時06分在台灣花蓮縣花蓮市南方附近登陸，而由桃園縣大園鄉出海後朝北進入東海，並於6月24日凌晨登陸中國浙江溫州市蒼南縣沿浦鎮，台灣東部地區有嚴重災情，以花蓮縣受災最為嚴重。花蓮縣死亡19人，失蹤25人，房屋全倒21間，半倒6間，造成超過30億元的財物損失，另外花蓮縣秀林鄉銅門村12、3鄰因為山洪暴漲的關係导致土石流掩埋，造成原住民10人死亡，25人失蹤，房屋25戶全倒、11戶半倒。據臺灣省政府農林廳的統計，這次颱風造成臺灣農田流失15.78公頃，埋沒26.37公頃，海水倒灌100公頃，對農漁牧業造成的損失約有12億3千萬元。除此之外，臺鐵山線因為大甲溪鐵橋被颱風弄得傾斜而一度停駛。

### 颱風珀西 (Percy)
PAGASA: Klaring
 英屬香港
當地懸掛最高風球信號： 一號戒備信號
天文台在6月28日早上8時正懸掛一號戒備信號，簹時珀西集結於香港之東南偏東約550公里。珀西於6月29日早上11時左右最接近香港，當時位於香港之東北偏東約350公里。香港普遍吹和緩偏西風。隨着珀西移離及開始減弱，一號戒備信號在當日下午1時30分除下。天文台總部於下午3時錄得最低瞬時海平面氣壓999.4百帕斯卡，當時珀西集結於香港之東北偏東約360公里。
6月28日天晴炎熱。珀西的外圍雨帶於6月29日初開始影響香港，早上有驟雨及雷暴。當日餘下時間多雲，有微雨。隨着珀西於6月30日在華南沿岸登陸及開始減弱，西南季候風變得活躍，香港有大雨及雷暴。天雨勢在黃昏減少，隨後兩日部份時間有陽光。

### 熱帶風暴羅萍 (Robyn)
PAGASA: Deling

### 強烈熱帶風暴泰莎 (Tasha)
PAGASA: Emang
 英屬香港
當地懸掛最高風球信號： 三號強風信號
天文台在7月28日早上9時20分懸掛一號戒備信號，當時泰莎集結於香港之東南約610公里。初時吹和緩東至東北風。翌日風力普遍增強，尤其是離岸海域。隨著泰莎移近，香港風力繼續增強，天文台在7月30下午1時45分改掛三號強風信號，當時泰莎集結於香港之東南約290公里。當日下午轉吹偏北風，高地吹烈風。隨着泰莎在7月31日初期開始橫過沿岸，離岸風力亦接近烈風程度。隨著風勢逐漸減弱，所有信號在下午1時30分除下，當時泰莎集結於香港之東北偏北約290公里。天文台總部在凌晨3時錄低瞬時海平面氣壓990.9百帕斯卡，當時泰莎最接近香港，位於香港之東北偏東約160公里。
7月27日大致天晴，有驟雨及局部地區性雷暴。7月28日多雲，有驟雨及雷暴。翌日驟雨較不頻密，部份時間更有陽光。隨着泰莎在7月30日移近，天氣變為密雲有雨，有狂風。泰莎在7月31日登陸後，與活躍西南風相關的大驟雨及雷暴繼續影響香港。

### 颱風仁斯 (Yancy)
PAGASA: Gading
颱風仁斯於硫磺島西南方海面形成後以S形路徑向西北行進，經台灣東南部海面時，以北北西轉西之方向通過台灣北部後由馬祖列島南方近海進入中國大陸福建省。

### 颱風蘇拉 (Zola)
8月15日，颱風楊希因向西移動太快，東部的對流無法被楊希完全吸收。8月16日，該對流形成中低層環流，8月18日發展成熱帶風暴。次日蘇拉增強為颱風，8月21日達到最高強度。第二日，蘇拉登陸日本。風暴所產生的強風和暴雨造成3人死亡，22人受傷。

### 颱風艾貝 (Abe)
PAGASA: Heling
颱風艾貝於關島西方海面形成後以西北西方向行進，通過宮古島、石垣島間之海面後，抵達彭佳嶼東北方海面時，轉向西北方向，登陸中國大陸浙江省台州市。

### 颱風貝姬 (Becky)
PAGASA: Iliang
貝姬於8月20日形成，於26日以強熱帶風暴的強度登陸呂宋島北部。並在南海上空增強成颱風，29日登陸越南北部。造成的洪水氾濫令32人死亡。
 英屬香港
當地懸掛最高風球信號： 三號強風信號
天文台於8月27日早上6時正懸掛一號戒備信號，當時貝姬集結於香港之東南約730公里。初時吹輕微偏東風，日間轉吹清勁東北風，晚間離岸吹強風。隨着貝姬移近，風力增強，天文台在8月28日清晨5時正改掛三號強風信號。 貝姬於一小時後最接近香港，當時位於香港以南約510公里。天文台在當日早上5時及7時錄得最低瞬時海平面氣壓1002.2百帕斯卡。日間市區吹強風。當 貝姬進一步移離香港，維多利亞港內風勢緩和，所以信號在晚上8時10分除下，當時貝姬集結於香港之西南偏南約590公里。
8月27日多雲，早上部份時間有陽光，下午有微雨。翌日香港受狂風驟雨侵襲。隨着貝姬移向越南沿岸，驟雨在8月29日下午逐漸消失。8月30日轉晴，天氣進一步好轉。

### 颱風黛蒂 (Dot)
PAGASA: Loleng
颱風黛蒂於雅浦島北方海面形成後以西北西方向行進，於9月7日21時55分左右，在台灣花蓮縣秀姑巒溪口登陸，而由嘉義縣附近出海後，經金門縣北方近海進入中國福建省，其中尤以花蓮縣豪雨成災最為嚴重。 

### 颱風義德 (Ed)
PAGASA: Miding
 英屬香港
當地懸掛最高風球信號： 一號戒備信號
天文台在9月14日晚上11時正懸掛一號戒備信號，當時義德集結於香港之東南約800公里。初時吹微風，9月15日下午轉吹和緩偏東風。隨着義德進一步增強，黃昏時風勢清勁。義德在9月16日凌晨2時左右最接近香港，當時位於香港之東南偏南約620公里。天文台總部在當日下午4時錄得最低瞬時海平面氣壓1006.2百帕斯卡。當義德移向越南沿岸時，香港風勢緩和，所以信號在9月17日早上7時45分除下，當時義德集結於香港之西南偏南約710公里。
9月14日晚天晴。9月15日下午有局部地區性驟雨。當義德橫過南海時，隨後三日天晴。隨着義德採取一條較為偏北的路徑趨向越南北部，與其相關的一條雨帶抵達華南沿岸，9月19日天氣轉壞，整日持續有大驟雨，翌日雨勢減弱。

### 颱風振納 (Gene)
PAGASA: Norming

### 颱風哈蒂 (Hattie)
PAGASA: Oyang

### 熱帶風暴珍娜 (Jeana)
PAGASA: Pasing

### 颱風麥克 (Mike)
PAGASA: Ruping

### 颱風比芝 (Page)
PAGASA: Susang

## 熱帶氣旋名單
| - Angela - Brian - Colleen - Dan - Elsie - Forrest - Gay - Hunt - Irma - Jack - Koryn 1W - Lewis 2W - Marian 3W - Nathan 5W - Ofelia 6W - Percy 7W - Robyn 8W - Steve 9W - Tasha 10W - Vernon 11W - Winona 12W - Yancy 13W - Zola 14W | - Abe 15W - Becky 16W - Cecil 18W - Dot 17W - Ed 19W - Flo 20W - Gene 21W - Hattie 22W - Ira 23W - Jeana 24W - Kyle 25W - Lola 26W - Mike 27W - Nell 28W - Owen 30W - Page 29W - Russ 31W - Sharon - Tim - Vanessa - Walt - Yunya - Zeke | - Amy - Brendan - Caitlin - Doug - Ellie - Fred - Gladys - Harry - Ivy - Joel - Kinna - Luke - Mireille - Nat - Orchid - Pat - Ruth - Seth - Thelma - Verne - Wilda - Yuri - Zelda | - Axel - Bobbi - Chuck - Deanna - Eli - Faye - Gary - Helen - Irving - Janis - Kent - Lois - Mark - Nina - Omar - Polly - Ryan - Sibyl - Ted - Val - Ward - Yvette - Zack |